# 特里爾選侯國
特里爾選侯國（德語：Erzstift und Kurfürstentum Trier）是一個存在於9世紀末到19世紀初的神聖羅馬帝國采邑主教領國，在選帝侯制度成立前被稱做「特里爾采邑總主教區」。以特里爾總主教同時兼任教區領袖及世俗領主，國境包括天主教特里爾教區及其周邊的教會領地，首都為特里爾。1803年由於遭到拿破崙統帥的法國軍隊占領世俗化，結束選帝侯及采邑總主教的治理。僅以無世俗領主地位的特里爾教區主教延續其聖統制。

## 歷史
特里爾在羅馬帝國時代就是一個重要省份，當時被稱為「奧古斯都特來佛里」的它也因此很早就有了主教領導的早期基督教會團體。在查理曼時代特里爾更升格為總教區，並將梅斯、圖勒和凡爾登列為教省附屬教區。
墨洛溫王朝期間，特里爾的歷代主教幾乎是獨立的一方領主，而後時任主教威歐曼自查理曼那獲得了所有從屬於其教區的各教堂及修道院所擁有的地產的獨立權，自此這些教會地產內的村莊和城堡就不再受地方領主管轄。而這項特權也由查理曼之子虔誠者路易的承認，並由當時的特里爾總教區總主教繼承。
843年法蘭克王國因《凡爾登條約》而分割成三個王國，特里爾屬於東法蘭克王國，也就是日後的神聖羅馬帝國。
898年，特里爾總主教拉德柏自克恩滕的阿努爾夫之私生子，洛泰林吉亞王溫提柏德那獲得了教會地產的免稅權。這是因為溫提柏德當時急需盟友以助其在神聖羅馬帝國的政爭中有立足點。而在溫提柏德於900年遭人暗殺後其嫡弟童子路易又提高了拉德柏總主教的特權，使他在其教會領地內擁有收取關稅等獨立治理權威。